# 三遠伊勢連絡道路
三遠伊勢連絡道路（さんえんいせれんらくどうろ）は、静岡県浜松市浜名区三ヶ日町から愛知県豊橋市、田原市の渥美半島を通り、伊勢湾を横断し、三重県伊勢市の志摩半島に至る総延長約90kmの地域高規格道路候補路線である。1964年から構想があり、伊勢湾口道路（いせわんこうどうろ）とも呼ばれている。

## 概要
紀淡連絡道路、豊後伊予連絡道路などと共に太平洋新国土軸構想を構成する道路である。また、計画が実現すれば、首都圏から伊勢・志摩地域、または、浜松・豊橋から東紀州への最短距離のルートとなる。
渥美半島側陸上部約60km、志摩半島側陸上部約10km及び伊勢湾湾口部約20kmからなる。現在、湾口部の建設方法としては橋（伊勢湾大橋）または海底トンネルが検討されている。

## 歴史
- 1964年（昭和39年）：国連技術援助計画調査団（ワイズマン地域開発調査団）が、渥美半島と三重県鳥羽市を結ぶ道路の建設を提唱（本道路計画の原型）。
- 1989年（平成元年）9月：建設省（現在の国土交通省）が、気象観測調査を開始。
- 1994年（平成6年）12月：地域高規格道路候補路線に指定。
- 1996年（平成8年）1月：建設省（現在の国土交通省）が、海上ボーリング調査を開始。

## 関連する道路
- 浜松湖西豊橋道路：東名高速道路・新東名高速道路引佐連絡路 三ヶ日JCTから三河港までを結ぶ予定の道路。

## 接続予定道路
- E69：新東名高速道路引佐連絡路
- E1：東名高速道路
- E23：伊勢自動車道